# HMS Havock (H43)
Pour les autres navires du même nom, voir HMS Havock.
Pour les articles homonymes, voir H43.
Le HMS Havock est un destroyer de classe H construit pour la Royal Navy à la fin des années 1930.
Pendant la guerre civile espagnole de 1936-1939, le navire a fait respecter le blocus des armes imposé par la Grande-Bretagne et la France aux deux parties en tant que membre de la flotte méditerranéenne. Au cours des premiers mois de la Seconde Guerre mondiale, le Havock recherche les raiders commerciaux allemands dans l'océan Atlantique et participe à la première bataille de Narvik pendant la campagne de Norvège d'avril à juin 1940 avant d'être transféré à nouveau à la flotte méditerranéenne en mai où il escorte un certain nombre de convois vers Malte. Le navire prend part à la bataille du Cap Spada en juillet 1940, à la bataille du Cap Matapan en mars 1941 et à l'évacuation de la Grèce en avril 1941. Il est endommagé pendant la bataille de Crète le mois suivant, mais participe à la campagne Syrie-Liban en juin.
Le Havock a commencé à escorter des convois de ravitaillement en juin vers Tobrouk, en Libye, jusqu'à ce que le navire soit endommagé en octobre. Il est réparé à temps pour escorter un convoi vers Malte pendant la première bataille de Syrte en décembre et est gravement endommagé par le cuirassé italien Littorio alors qu'il protège un autre convoi pendant la deuxième bataille de Syrte en mars 1942. Des réparations sont tentées à Malte, mais le navire subit de nouveaux dommages lors d'un raid aérien début avril. L'Amirauté décide que de nouvelles tentatives de réparation à Malte sont inutiles et l'envoie à Gibraltar pour des réparations permanentes. Le 6 avril, alors qu'il était en route pour Gibraltar, le Havock s'échoue près du Cap Bon, en Tunisie, et son équipage est interné par les Français de Vichy à Laghouat, dans le Sahara.

## Description
Le Havock déplaçait 1 350 tonnes longues (1 370 tonnes (t)) à charge normale et 1 883 tonnes longues (1 913 t) à charge pleine. Il avait une longueur hors-tout de 98,5 m, une largeur de 10,1 m et un tirant d'eau de 3,8 m. Il était propulsé par deux turbines à vapeur à engrenages Parsons, entraînant deux arbres, qui développaient une puissance totale de 34 000 chevaux-vapeur (25 000 kW) et donnaient une vitesse maximale de 36 nœuds (67 km/h). La vapeur pour les turbines était fournie par trois chaudières à trois tambours Admiralty. Le Havock transportait un maximum de 470 tonnes longues (480 t) de fuel, ce qui lui donnait une autonomie de 5 530 milles nautiques (10 240 km) à 15 nœuds (28 km/h). Son effectif était de 137 officiers et hommes en temps de paix, mais il était porté à 146 en temps de guerre.
Le navire était équipé de quatre canons Mark IX de 4,7 pouces (120 mm) de calibre 45  montés sur des supports simples. Pour la défense anti-aérienne (AA), le Havock avait deux supports quadruples Mark I pour la mitrailleuse Vickers Mark III de 0,5 pouce. Il était équipé de deux supports quadruples de tubes lance-torpilles au-dessus de l'eau pour des torpilles de 21 pouces (533 mm). Un rail de grenades sous-marines et deux lanceurs étaient installés ; 20 grenades sous-marines étaient initialement transportées, mais ce nombre a été porté à 35 peu après le début de la guerre.

### Modifications en temps de guerre
La plupart des navires de la classe du Havock ont vu leurs tubes lance-torpilles arrière remplacés par un canon antiaérien de 12 livres QF 12 cwt après l'évacuation de Dunkerque en 1940, mais il n'est pas certain qu'il ait subi cette rénovation car il a été déployé en Méditerranée jusqu'en 1943. Les autres modifications apportées avant sa conversion en destroyer d'escorte en 1943 comprenaient probablement le remplacement de ses deux mitrailleuses Vickers quadruples de calibre 50 montées entre ses cheminées par deux canons AA Oerlikon de 20 mm, l'ajout de deux canons Oerlikon à sa plate-forme de projecteurs et d'une autre paire sur les ailes d du pont.

## Historique
Commandé le 13 décembre 1934 à William Denny and Brothers, le Havock a été mis en chantier à Dumbarton en Écosse, le 15 mai 1935. Il a été lancé le 7 juillet 1936 et achevé le 16 janvier 1937. En excluant les équipements fournis par le gouvernement comme l'armement, le navire a coûté 248 470 livres sterling (£),.
Dès sa mise en service, le Havock a été affecté à la 2e flottille de destroyers de la Mediterranean Fleet (flotte méditerranéenne). Il a patrouillé dans les eaux espagnoles pendant la guerre civile espagnole pour faire respecter les politiques du Comité de non-intervention. Dans la nuit du 31 août au 1er septembre 1937, il est attaqué sans succès à la torpille par le sous-marin italien Iride, entre le golfe de Valence et les îles Baléares. Le navire est remis en état à Gibraltar entre le 19 octobre et le 13 novembre et doit être réparé entre le 16 avril et le 6 mai 1938 après avoir heurté le côté en pierre d'un quai. Le Havock subit un bref carénage au chantier naval de Sheerness entre le 15 et le 26 août 1939 avant de retourner à Gibraltar.

### Seconde Guerre mondiale
Le navire fait route vers Freetown, en Sierra Leone, le 30 août et y arrive le 4 septembre pour rechercher les raiders commerciaux allemands. Il est transféré au Royaume-Uni en novembre pour un carénage plus complet à Sheerness entre le 18 décembre et le 23 mars 1940. Le 6 avril, le Havock et le reste de la 2e flottille de destroyers escortent les quatre destroyers poseurs de mines de la 20e flottille de destroyers alors qu'ils s'apprêtent à mettre en œuvre l'opération Wilfred, une opération visant à poser des mines dans le Vestfjord pour empêcher le transport de minerai de fer suédois de Narvik vers l'Allemagne. Les mines ont été posées tôt le matin du 8 avril, avant que les Allemands ne commencent leur invasion, et les destroyers ont rejoint le croiseur de bataille Renown et ses escortes.
Au cours de la première bataille de Narvik, le 10 avril 1940, le Havock et quatre autres navires de classe H de la 2e flottille de destroyers ont attaqué les destroyers allemands de la Kriegsmarine qui avaient transporté les troupes allemandes pour occuper Narvik, dans le nord de la Norvège, le jour précédent. Le leader de flottille Hardy a conduit quatre de ses demi-navires-jumeaux (sister ship) le long de l'Ofotfjord dans une attaque surprise à l'aube sur le port de Narvik pendant une tempête de neige aveuglante. Le Hotspur et le Hostile sont d'abord laissés à l'entrée, mais le Havock est le troisième à entrer dans le port et tire cinq de ses torpilles dans la masse des navires. Une torpille a touché le destroyer allemand Z 22 Anton Schmitt à la poupe. En outre, le navire a touché deux fois le Z 18 Hans Lüdemann avec des obus de 4,7 pouces (120 mm). Alors que les navires britanniques se retiraient, ils ont rencontré cinq destroyers allemands à bout portant. Deux des navires allemands ont croisé le T des navires britanniques et ont rapidement mis le feu au Hardy et l'ont forcé à s'échouer. Le Havock était le suivant et a tiré des torpilles sur les destroyers allemands, mais elles ont toutes manqué. Il a été touché en retour, mais n'a pas subi de dommages importants. Dans la confusion et la visibilité limitée, le Havock s'est retiré de la ligne pour découvrir ce qui était arrivé au Hardy et pour protéger l'arrière de la formation britannique contre les trois autres destroyers allemands qui le poursuivaient, mais il a ensuite dû faire demi-tour pour permettre à ses canons arrière de tirer lorsque ses canons avant sont tombés en panne. Le Havock et le Hostile ont fait demi-tour pour protéger leur navire-jumeau Hotspur, gravement endommagé, et tous trois ont continué à se retirer le long de l'Ofotfjord. En route, ils ont rencontré le navire de ravitaillement allemand Rauenfels, chargé d'artillerie et de munitions, dont l'équipage a échoué et abandonné le navire après que le Hostile ait tiré sur le navire. Une équipe d'abordage du Havock a trouvé le navire en feu et il a explosé après que le navire ait tiré deux obus sur lui. Le navire est resté dans les eaux norvégiennes jusqu'en mai, lorsqu'il a escorté le croiseur léger Birmingham lors d'un balayage infructueux de la mer du Nord à la recherche de navires allemands, au début du mois.
Le Havock a été affecté au Nore Command peu après et a bombardé les troupes allemandes qui occupaient l'aérodrome de Waalhaven le 10 mai avec son navire-jumeau Hyperion . Il a sauvé les survivants du ferry naufragé Prinses Juliana au large de la côte néerlandaise et les a ramenés au Crochet de Hollande où il a récupéré un certain nombre de démolisseurs britanniques. Le 16 mai, le navire reçoit l'ordre de renforcer la Mediterranean Fleet (flotte méditerranienne) à Malte et est affecté à la 2e flottille de destroyers. Pendant la bataille du cap Spada le 19 juillet, le navire escorte le croiseur léger australien HMAS Sydney et sauve quelques-uns des 525 survivants du croiseur italien Bartolomeo Colleoni avec les autres destroyers d'escorte. Sa chaufferie a été inondée après une attaque de l'aviation italienne après cette bataille et il a été réparé à Suez du 29 juillet au 15 septembre. Le Havock et son navire-jumeau Hasty surprennent le sous-marin italien Berillo en surface le 2 octobre au large des côtes égyptiennes et l'obligent à se saborder. Les destroyers sauvent 47 survivants à eux deux.
Le Havock est engagé dans des missions d'escorte pendant les six mois suivants, y compris l'escorte du porte-avions Illustrious pendant la bataille de Tarente dans la nuit du 11 au 12 novembre, sans compter un carénage à Malte du 22 décembre au 20 février 1941. Pendant la bataille du cap Matapan, il torpille et coule le destroyer italien Vittorio Alfieri le 28 mars. Le navire évacue des troupes du Commonwealth de Grèce à la fin du mois d'avril et était l'un des trois destroyers escortant le croiseur léger Ajax lorsqu'ils ont bombardé Benghazi dans la nuit du 7 au 8 mai. Le Havock fut endommagé par des bombardiers en piqué le 23 mai, faisant 15 morts et 10 blessés, après une patrouille au large de Heraklion en Crète. Il est en réparation à Alexandrie jusqu'au 16 juin. Le navire bombarde les positions françaises de Vichy au Liban début juillet puis commence à escorter des navires vers Tobrouk jusqu'en octobre où ses arbres de transmission et ses hélices sont endommagés. Le Havock est en réparation du 21 octobre au 4 décembre à Alexandrie.
À la mi-décembre, le navire a escorté le navire de ravitaillement Breconshire jusqu'à Malte pendant le bref engagement connu sous le nom de première bataille de Syrte, puis il a rejoint la Force K dans une tentative d'interception d'un convoi italien vers Tripoli, en Libye. Dans la nuit du 18 au 19 décembre, la Force K renforcée a traversé un champ de mines italien qui a coulé un croiseur et endommagé deux autres. Le Havock escorte le croiseur léger Aurora, gravement endommagé, jusqu'à Malte. Le Havock est l'un des quatre destroyers qui escortent le Breconshire jusqu'à Alexandrie au début de janvier 1942. Alors qu'il escorte un autre convoi vers Malte, le navire est détourné pour escorter le cargo endommagé Thermoplylae de Benghazi jusqu'à Alexandrie, mais ce dernier est attaqué et coulé en route par des avions de l'Axe le 19 janvier. Le Havock a sauvé quelque 350 survivants avant que le Thermoplylae ne coule. Le navire a été transféré à la 22e flottille de destroyers en février et a continué à escorter des convois vers Malte. Le 22 mars 1942, plusieurs éclats d'un tir de 15 pouces (38 cm) du cuirassé italien Littorio ont perforé l'une de ses chaudières pendant la deuxième bataille de Syrte, tuant huit hommes. Le Havock est contraint de se rendre à Malte pour y être réparé. Pendant qu'il est à quai, le navire est une cible pour les avions de l'Axe et subit quelques dommages le 3 avril ; il reçoit l'ordre de se rendre à Gibraltar avant que ses réparations ne soient terminées. Le Havock s'échoue au large de Kelibia, en Tunisie, dans le détroit de Sicile le 6 avril et fait naufrage, avec un membre d'équipage tué dans l'incident. Son équipage et ses passagers sont internés par les Français de Vichy à Laghouat dans le Sahara, mais sont libérés en novembre à la suite de l'opération Torch,. Son épave a ensuite été torpillée par le sous-marin italien Aradam.

### Source
- (en) Cet article est partiellement ou en totalité issu de l’article de Wikipédia en anglais intitulé « HMS Havock (H43) » (voir la liste des auteurs).